# 24 Heures chrono, le jeu
24 Heures chrono, le jeu est un jeu vidéo de tir à la troisième personne sur PlayStation 2 adapté de la série télévisée américaine 24 Heures chrono créée par la Fox. Le jeu est développé par SCE Studio Cambridge et édité en Europe par Sony Computer Entertainment, et en Amérique du Nord par 2K Games. Il est annoncé le 30 mars 2005, et sort en Amérique du Nord le 27 février 2006, puis en Europe le 15 mars 2006.
24 heures chrono, le jeu se décompose en plusieurs missions, dans lesquelles le joueur dirige des personnages issus de la série télévisée, et qui contiennent différents types de gameplay, tels que le tir à la troisième personne, la course et le puzzle game. La musique est composée par Sean Callery, le compositeur de la série, le scénario est écrit par Duppy Demetrius et l'équipe de production de la série, et les voix et l'apparence des acteurs sont reprises et intégrées au jeu. Le casting et l'interprétation de la version originale sont organisés par Blindlight.
Les évènements du jeu se déroulent à Los Angeles entre les saisons 2 et 3 de la série. L'histoire comprend trois arcs narratifs qui impliquent Peter Madsen, un personnage du passé de Jack Bauer. Le jeu reçoit un accueil critique mitigé, mais il est tout de même nommé aux BAFTA Awards pour son scénario.

## Synopsis
Les évènements de 24 heures chrono, le jeu se déroulent entre la saison 2 et la saison 3 de la série. De façon similaire à celle-ci, 24 Heures chrono, le jeu peut être divisé en 3 actes : une tentative d'assassinat du vice-président Jim Prescott, une attaque terroriste visant la Cellule anti-terroriste, et enfin un attentat de grande ampleur à Los Angeles et des terroristes cherchant à obtenir des armes nucléaires. La plupart des personnages principaux des saisons 2 et 3 sont présents dans 24 heures chrono, le jeu, et tous ont l'apparence et la voix de l'acteur d'origine. On retrouve dans le jeu notamment Jack Bauer, Kim Bauer, Tony Almeida, Michelle Dessler, Chase Edmunds, David Palmer, Max, Kate Warner, Chloe O'Brian, et Ryan Chappelle. Peter Madsen est pour sa part interprété par Christian Kane.
Six mois après les évènements de la saison 2, Jack est à la tête d'une équipe de la CAT qui est sur le point de prendre d'assaut un bateau situé dans le port de Los Angeles, à bord duquel se trouve une arme chimique que des terroristes ont l’intention de répandre dans le réseau de distribution d’eau de la ville. Une fois cette menace écartée, Jack apprend que le vice-président Jim Prescott est la cible d’une tentative d’assassinat, grâce à des informations fournies par Chase Edmunds, un agent de la CAT de Washington infiltré dans l’organisation terroriste. Jack réussit à empêcher l’assassinat du vice-président, mais ce dernier est dans un état critique après l’explosion d’un véhicule à côté de lui. Pendant ce temps-là, à la CAT, Michelle informe Tony de l'arrivée imminente d'une stagiaire, qui n'est autre que Kim Bauer, la fille de Jack.
Un attentat au gaz sarin dans une station du métro de Los Angeles requiert ensuite la présence de Tony et d'agents de la CAT sur place, mais c'est en réalité une diversion pour permettre aux terroristes de s'infiltrer dans le quartier général de la CAT en déclenchant une IEM, et d'en prendre le contrôle. Les terroristes prennent en otage les membres du personnel de la CAT, puis en exécutent trois, parmi lesquels l'analyste de données Sean Walker, et enfin ils prennent la fuite avec un disque dur volé. Jack se retrouve face à Peter Madsen, qui a enlevé Kim, et exige qu'il s'infiltre dans un bâtiment gouvernemental et récupère des données confidentielles pour les terroristes. Jack réussit à trouver et sauver Kim, et à récupérer le disque dur volé avec l'aide de Chase, toujours sous couverture.
Les terroristes font ensuite exploser des bombes qui provoquent un important séisme à Los Angeles. Kate Warner et le gouverneur James Radford sont tous deux enlevés par les terroristes, mais ce dernier est sauvé par la CAT, qui découvre ensuite que Radford était impliqué dans les évènements terroristes de la journée. Plus tard, Radford est exécuté par les terroristes pour avoir voulu se rétracter. Après cela, les terroristes attaquent et prennent le contrôle de Fort Lesker, une base militaire de l'armée américaine et l'épicentre du tremblement de terre, pour y dérober du plutonium devant servir à fabriquer des armes nucléaires. Les terroristes tentent ensuite de faire passer illégalement les armes vers le Moyen-Orient. Jack réussit à tuer Madsen quand ce dernier tente de s'enfuir en hors-bord. Il tue également Max, l'homme derrière les évènements de la saison 2 et du jeu, et sauve Kate qui était retenue prisonnière, mais un des tirs de Max touche Jack, qui doit être emmené à l'hôpital par hélicoptère.

## Système de jeu
Comme pour la série télévisée, les évènements du jeu se déroulent sur 24 heures, et chaque heure commence et se termine par l'affichage à l'écran du chrono typique de la série. Le jeu se décompose en 58 missions. Certaines d'entre elles doivent être réalisées dans un temps limité. Chaque mission est notée sur 100 points, en fonction du nombre d'objectifs atteints, de la précision de la visée, etc. S'il obtient une note de 90 points ou plus, le joueur déverrouille du contenu bonus, parmi lequel trois vidéos (des interviews des acteurs, des publicités TV), 98 images des personnages et 23 modèles 3D de ces derniers. 
La plupart des missions du jeu sont des phases de tir à la troisième personne. Le joueur peut utiliser un système de couverture (en) en appuyant sur un bouton lorsque le personnage contrôlé se trouve au coin d'un mur ou de l'encadrement d'une porte, ou à proximité d'un objet de petite taille tel qu'une caisse. Un autre bouton permet alors de regarder les alentours et d'entrer en mode de visée. Relâcher ce bouton permet de se remettre rapidement à couvert. Il y a aussi un mode furtif dans lequel le personnage marche plus discrètement et se cache dernière les petits obstacles. Dans ce mode, un personnage peut se faufiler derrière un ennemi et réaliser une exécution silencieuse en lui brisant le cou.
Un éventail d'armes est disponible, parmi lesquelles des pistolets, des armes automatiques et des fusils à pompe, avec également divers types de munitions. Ces dernières sont limitées, et les armes doivent être rechargées. Le joueur peut aussi demander aux ennemis de se rendre, les menotter et prendre leurs munitions. Le joueur peut appeler les civils présents dans le jeu et les sauver. La barre de vie des alliés, des ennemis et des véhicules est parfois affichée à l'écran. Pour se soigner, le joueur peut récupérer des kits médicaux, et se servir de stations médicales placées sur certains murs. Un gillet pare-balles est parfois fourni, et peut aussi être trouvé dans certains niveaux. L'ATH comprend un radar qui représente le joueur par une flèche, les ennemis par des points rouges, les civils par des points verts, et les objectifs par des étoiles jaunes. Le champ de vision des ennemis apparaît aussi sur le radar.
Un PDA est à disposition du joueur. On y retrouve la liste des objectifs, la carte des environnements, un écran d'aide et des informations sur les armes en sa possession. Les personnages ont un téléphone portable avec lequel ils peuvent recevoir des appels. Certaines missions contiennent des phases de tir avec un fusil à lunette en vue à la première personne.
Un certain nombre de missions placent le joueur au volant d'un véhicule motorisé. Il faut en général se rendre à un endroit précis dans un temps limité, souvent en devant éviter des poursuivants. Les armes ne peuvent pas être utilisées pendant ces phases de jeu, mais le joueur a une carte de la ville à sa disposition.

### Mini-jeux
Les mini-jeux sont principalement des séquences d'interrogatoire de suspects, et des énigmes sur ordinateur. Lors des interrogatoires, une jauge indiquant le niveau de stress du suspect est affichée. Celle-ci oscille en fonction des actions du joueur, selon qu'il est agressif, calme ou neutre envers le suspect. Une indication permet de connaître l'avancée dans l'interrogatoire, qui doit être accompli dans le temps imparti. Les énigmes sur ordinateur permettent de contourner des protections informatiques, décrypter des fichiers, déverrouiller des portes, etc. Ces énigmes prennent notamment la forme de labyrinthes dans lesquels le joueur doit relier des boîtes entre elles, et de séquences de lettres à remettre dans l'ordre par permutation.

## Développement
La rumeur de l'existence d'un jeu vidéo adapté de la série 24 Heures chrono est lancée en février 2004 lorsqu'Elisha Cuthbert, l'interprète de Kim Bauer, révèle dans un entretien pour la BBC que le jeu est en développement en Angleterre à un stade très précoce. Le jeu fait ensuite son apparition dans une liste des 100 jeux les plus attendus publiée dans le numéro de janvier 2005 du magazine officiel PlayStation britannique, ce qui ne manque pas de relancer la rumeur,.
Le 30 mars 2005, Sony Computer Entertainment Europe annonce officiellement 24 heures chrono, le jeu,,, dont la sortie est alors programmée pour l'automne 2005, en exclusivité sur PlayStation 2. Le jeu est développé par SCE Cambridge Studio, et doit apporter des réponses à de nombreuses questions laissés en suspens après la transition abrupte entre les saisons 2 et 3. Le script est écrit par Duppy Demetrius et l'équipe de production de la série. Selon Demetrius, « la plus grande différence avec la série, c'est tout ce que je peux faire exploser. Dans le jeu, nous allons jusqu'à provoquer des tremblements de terre pour faire s'effondrer des parties de Los Angeles. Cela n'aurait jamais été possible dans la série à cause des contraintes budgétaires très strictes. » L'apparence et la voix des acteurs d'origine sont intégrées au jeu. Le jeu doit comporter 100 missions différentes, mais la version finale n'en garde que 58. La musique est composée par Sean Callery, le compositeur de la série, et interprétée par le Nimrod Studio Orchestra. L'enregistrement a lieu aux studios Abbey Road à Londres.
En mai 2005, une démo jouable du jeu est présentée à l'E3, et permet de s'essayer à plusieurs types de gameplay différents : du tir à la troisième personne, l'interrogatoire d'un suspect, un mini-jeu informatique et une course-poursuite en voiture,.
En janvier 2006, Mark Green, un des développeurs du jeu, déclare dans un entretien que l'équipe de développement a été influencée par la manière dont les adaptations en jeu du Seigneur des Anneaux et de Matrix ont respecté l'esprit de leurs licences respectives; il ajoute que l'équipe s'est inspirée du système de visée de 007 : Quitte ou double, et de certains éléments secondaires de gameplay d'Alias.
Le jeu sort en Amérique du Nord le 27 février 2006, puis en Europe le 17 mars de la même année. La bande originale est commercialisée de façon numérique après la sortie du jeu.

### Distribution
- Jack Bauer : Kiefer Sutherland (VF : Patrick Béthune[14])
- Tony Almeida : Carlos Bernard (VF : Bertrand Liebert[14])
- Michelle Dessler : Reiko Aylesworth
- Chase Edmunds : James Badge Dale
- Kim Bauer : Elisha Cuthbert
- Chloe O'Brian : Mary Lynn Rajskub
- Ryan Chappelle : Paul Schulze
- Adam Kaufman : Zachary Quinto
- Tom Baker : Daniel Dae Kim
- David Palmer : Dennis Haysbert
- Jim Prescott : Alan Dale
- Aaron Pierce : Glenn Morshower
- Gouverneur Radford : Andreas Katsulas
- Kate Warner : Sarah Wynter
- Nina Myers : Sarah Clarke
- Max : Thomas Kretschmann
- Peter Madsen : Christian Kane
- Sid Wilson : Tom Sizemore

## Accueil

### Critiques
Le jeu reçoit des critiques mitigées selon l'agrégateur Metacritic.
Eduardo Vasconcellos de GameSpy fait l'éloge de l'histoire du jeu, mais critique les imperfections visuelles qui font que le rendu des personnages est étrange. Il se plaint aussi du manque de réaction des commandes, les angles de caméra confus et bizarres, et la lenteur de réaction de certains ennemis. Le testeur apprécie les éléments repris de la série, tels que l'écran divisé et les écrans typiques de début et de fin de chaque heure du jeu.
Le script est généralement cité comme un des aspects qui rachètent le jeu. Les séquences cinématiques ont été particulièrement appréciées par IGN, qui souligne la bonne utilisation des angles de caméra et des points de vue serrés. La qualité des doublages est globalement saluée, mais certaines répliques souffrent d'une direction d'acteurs ou d'une intonation médiocres. Les bruitages d'ambiance, des appareils et des armes ont été bien reçus.
Le gameplay est pointé du doigt comme étant particulièrement médiocre. Les phases de tir en vue à la troisième personne souffrent d'une mauvaise gestion des angles de caméra, ce qui rend le ciblage des ennemis gênant. L'IA de ceux-ci est décrite comme basique et prévisible. Les phases de tir au sniper sont jugées plus convaincantes. Les sections en véhicule déçoivent aussi, à cause d'une gestion de la physique et d'une prise en main médiocres. Les poursuites sont décrites comme « ennuyeuses », et l'IA dans ces phases de jeu est fortement critiquée pour son simplisme, sa prévisibilité et les ennemis qui négligent totalement leur propre sécurité. Les énigmes sont mal reçues, au contraire des interrogatoires, dont les dialogues sont qualifiés de divertissants. Le Times attribue au jeu quatre étoiles sur cinq et affirme que le jeu est « plus pour les fans de 24 Heures chrono, qui l'aimeront instantément ».

### Distinction
En 2007, l'Academy of Interactive Arts and Sciences nomme le jeu dans la catégorie « Scénario et personnages » lors de la 10e édition des Interactive Achievement Awards.